# 恋姫†無双 (アニメ)
- 恋姫†無双 〜ドキッ☆乙女だらけの三国志演義〜 > 恋姫†無双 (アニメ)
- 真・恋姫†無双 〜乙女繚乱☆三国志演義〜 > 恋姫†無双 (アニメ)

『恋姫†無双』（こいひめむそう）は、BaseSonのアダルトゲーム『恋姫†無双 〜ドキッ☆乙女だらけの三国志演義〜』を原作とした日本のテレビアニメ。2008年7月から9月まで全12話が放送された。また、その続編としてゲーム版『真・恋姫†無双 〜乙女繚乱☆三国志演義〜』の要素も取り入れた（詳細は後述）『真・恋姫†無双』（しん こいひめむそう）が2009年の10月から12月まで全12話で、さらにその続編として『真・恋姫†無双〜乙女大乱〜』（しん こいひめむそう おとめたいらん）が2010年4月から6月まで全12話で放送された。本項では3作品ともに解説する。
登場人物に関しては恋姫†無双シリーズの登場人物を参照。

## 恋姫†無双
上述の通り、『恋姫†無双 〜ドキッ☆乙女だらけの三国志演義〜』を原作としたアニメのシリーズ1作目として、『恋姫†無双』（こいひめむそう）のタイトルで、2008年7月から9月まで放送された。アニメーション制作は動画工房。全12話。ゲーム版の主人公の北郷一刀は登場せず、愛紗が事実上の主人公となっている。また、一部のキャラクターの生い立ち等が変更されるなど、アニメオリジナルの人物や設定も散見される。作中、キャラのSD化、パロディー、百合要素が随所に盛り込まれ、明るい作風と遊び心満載の描写が多いのも特徴である。SD化については、等身大に差し替えたバージョンがDVDに特典として収録されており、選択が可能。

### スタッフ
- 原作・企画協力 - BaseSon
- 監督 - 中西伸彰
- シリーズ構成・脚本 - 雑破業
- キャラクター原案 - 片桐雛太、八葉香南、かんたか、日陰影次、さえき北都
- メインキャラクターデザイン - 大島美和
- キャラクターデザイン - 平塚知哉
- 美術監督 - 高須賀真二
- 色彩設計 - 石黒けい
- 撮影監督 - 伊藤邦彦
- 編集 - 田村ゆり
- 音響監督 - ハマノカズゾウ
- 音楽 - 清水永之
- 音楽プロデューサー - 富士丸翔
- プロデューサー - 伊藤誠、高畑裕一郎、小柳路子
- 制作プロデューサー - 鎌田肇、石黒竜
- アニメーション制作 - 動画工房
- 制作協力 - スタジオ・ライブ
- 製作 - 恋姫無双製作委員会（マーベラスエンターテイメント、ポニーキャニオン、5pb.）

### 主題歌
オープニングテーマ「flower of bravery」
作詞・作曲 - 志倉千代丸（5pb.） / 編曲 - 八木沼悟志 / 歌 - fripSide
エンディングテーマ「やっぱり世界はあたし☆れじぇんど!!」
作詞 - NAO、八木沼悟志、山下慎一狼 / 作曲・編曲 - 八木沼悟志 / 歌 - fripSide NAO project!

### 各話リスト
タイトルは「○○〔キャラクターの名前〕、○○のこと」で終わるようになっている。
| 話数     | サブタイトル                         | 絵コンテ     | 演出         | 作画監督            | 総作画監督 |
| -------- | ------------------------------------ | ------------ | ------------ | ------------------- | ---------- |
| 第一席   | 関羽、張飛と姉妹の契りを結ぶのこと   | 中西伸彰     | 中西伸彰     | 曾我篤史            | 大島美和   |
| 第二席   | 関羽、趙雲と死地に赴くのこと         | きみやしげる | きみやしげる | 高橋美香            | 平塚知哉   |
| 第三席   | 張飛、馬超と相打つのこと             | 藤原良二     | 松浦錠平     | 高野和史 佐藤敏明   | 大島美和   |
| 第四席   | 馬超、曹操を討たんとするのこと       | 博多正寿     | 元永慶太郎   | 長森佳容            | 平塚知哉   |
| 第五席   | 関羽、化け物を退治せんとするのこと   | 細田雅弘     | 西瑛子       | 野田めぐみ          | 大島美和   |
| 第六席   | 張飛、孔明と張り合うのこと           | 藤原良二     | 吉田俊司     | 曾我篤史 平塚知哉   | 平塚知哉   |
| 第七席   | 張飛、関羽と仲違いするのこと         | きみやしげる | きみやしげる | 石井舞 曾我篤史     | 大島美和   |
| 第八席   | 関羽、黄忠の企みを阻まんとするのこと | 吉川博明     | 北川正人     | 山本正文            | 平塚知哉   |
| 第九席   | 袁紹、宝を掘り当てんとするのこと     | 藤原良二     | 元永慶太郎   | 石橋有希子 宮田瑠美 | 大島美和   |
| 第十席   | 孫策、命を狙われるのこと             | 博多正寿     | 西瑛子       | 野田めぐみ 冨田佳亨 | 平塚知哉   |
| 第十一席 | 関羽、劉備と出会うのこと             | 松田哲明     | 松田哲明     | 曾我篤史 石井舞     | 大島美和   |
| 第十二席 | 関羽、志を貫くのこと                 | 中西伸彰     | 中西伸彰     | 平塚知哉 曾我篤史   | 大島美和   |

### 放送局
| 放送地域 | 放送局     | 放送期間                 | 放送日時           | 放送区分       | 備考             |
| -------- | ---------- | ------------------------ | ------------------ | -------------- | ---------------- |
| 東京都   | TOKYO MX   | 2008年7月8日 - 9月23日   | 火曜 26:00 - 26:30 | 独立UHF局      |                  |
| 千葉県   | チバテレビ | 2008年7月8日 - 9月23日   | 火曜 26:15 - 26:45 | 独立UHF局      |                  |
| 京都府   | KBS京都    | 2008年7月10日 - 9月25日  | 木曜 26:00 - 26:30 | 独立UHF局      |                  |
| 愛知県   | テレビ愛知 | 2008年7月10日 - 9月25日  | 木曜 26:28 - 26:58 | テレビ東京系列 |                  |
| 埼玉県   | テレ玉     | 2008年7月14日 - 9月29日  | 月曜 25:00 - 25:30 | 独立UHF局      |                  |
| 日本全域 | AT-X       | 2008年7月25日 - 10月10日 | 金曜 11:30 - 12:00 | CS放送         | リピート放送あり |
| 神奈川県 | tvk        | 2009年1月5日 - 3月23日   | 月曜 26:15 - 26:45 | 独立UHF局      |                  |
| 兵庫県   | サンテレビ | 2009年1月6日 - 3月24日   | 火曜 26:10 - 26:40 | 独立UHF局      |                  |

### 関連商品

#### DVD/Blu-Ray
| 巻  | 発売日         | タイトル                                           | 収録話          | 規格品番 |
| BD  | BD             | BD                                                 | BD              | BD       |
| --- | -------------- | -------------------------------------------------- | --------------- | -------- |
| 1   | 2009年12月25日 | 恋姫†無双 †はわわっブルーレイBOXですよ〜†          |                 |          |
| DVD |                |                                                    |                 |          |
| 1   | 2008年10月1日  | 恋姫†無双 †はわわっDVD第一巻ですよ〜†              | 第1話 - 第2話   |          |
| 2   | 2008年11月5日  | 恋姫†無双 †はわわっDVD第二巻ですよ〜†              | 第3話 - 第4話   |          |
| 3   | 2008年12月3日  | 恋姫†無双 †はわわっDVD第三巻ですよ〜†              | 第5話 - 第6話   |          |
| 4   | 2009年1月7日   | 恋姫†無双 †はわわっDVD第四巻ですよ〜†              | 第7話 - 第8話   |          |
| 5   | 2009年2月4日   | 恋姫†無双 †はわわっDVD第五巻ですよ〜†              | 第9話 - 第10話  |          |
| 6   | 2009年3月4日   | 恋姫†無双 †はわわっDVD第六巻ですよ〜†              | 第11話 - 第12話 |          |
| 7   | 2009年4月1日   | 恋姫†無双 †はわわっDVD七巻はOVAすぺしゃるですよ〜† | OVA             |          |

#### パチンコ
- CR恋姫†無双（2012年、エース電研）
- CR恋姫†夢想 乙女、入り乱れるのこと!(2014年、エース電研)
- CR恋姫†夢想（西陣、2017年3月17日）

## 真・恋姫†無双
第1期
『真・恋姫†無双』のタイトルで、2009年10月から同年12月までチバテレビ他U局系、AT-Xにて放送。ゲーム版の『真・恋姫†無双 〜乙女繚乱☆三国志演義〜』が、前作の『恋姫†無双 〜ドキッ☆乙女だらけの三国志演義〜』と直接の関係がない（パラレルワールドである）のとは異なり、アニメ版の『真・恋姫†無双』は、前作であるアニメ版『恋姫†無双』の直接的な続編となっている（ただし、本作から登場する桃香をはじめとするゲーム版『真・恋姫†無双』での新規追加キャラクターなどの設定が取り入れられている）。そのため前作のアニメ版に関連したアニメ独自の逸話や設定がネタとして随所に盛り込まれ、キャラのSD化、別作品からのパロディ、百合要素も引き続いてある。前作のアニメ版同様ゲーム版の主人公の北郷一刀は登場せず、劉備軍視点を主としたストーリー展開となっている。また、呉軍のキャラは第1期の本編には登場せず、OPとEDにしか登場しなかった。第十二席放送後、2010年4月より『乙女大乱』の副題の付いた第2期（『恋姫†無双』シリーズとしては3期目）を放送することが公式サイトにて発表された。
ちなみに、ストーリーの性質上（桃香の登場が2話から、といった理由などにより）3期ある『恋姫†無双』シリーズの中では、最もOPのマイナーチェンジが多い。
放送に先立つ2009年10月1日にはニコニコ動画にて、前作のオープニングテーマ『flower of bravery』を歌う愛紗と鈴々のライブアニメと共に第1話が配信され、また同動画内のマーベラス公式ちゃんねる内にて、TVCM用に放送されたフラッシュアニメと本編第一席が無料配信（第二席以降は有料）されている。
DVD&Blu-ray第3巻のブックレットで誤記載の箇所があり、公式サイトにて交換に応じている。
第8話に登場した鈴々扮する妖怪ふんにゃもんにゃはテレビアニメ『星空へ架かる橋』第10話にもカメオ出演している。
第2期
2010年4月から同年6月まで、『乙女大乱』（おとめたいらん）の副題の付いた第2期（『恋姫†無双』シリーズとしては3期目）を第1期と同じ局にて放送された。一部放送局で追加修正あり。
「三国志モノ」故に元々登場人物の多い作品であったが、中でも今期の11話では出演声優が総勢45名、最終話となる12話では実に58名にも上った。深夜アニメばかりでなく、劇場アニメ等を含めても1話における出演者数としては異例であり、共演者同士でも直接顔を合わせる事がなかったり、順番待ちでスタジオに入りきれなかった面々が階段で待機していたりなど、収録は大変だった模様である。
尚、DVD/Blu-rayでは最終話のラストにグランドエンディングとして祝勝会後の桃香・愛紗・鈴々達のシーンが追加されている。

### スタッフ（真・恋姫†無双）
前作で製作に関与していた5pb.が今作以降関与しておらず、代わりにAT-Xが製作に加わっている。これに伴い、全放送局中AT-Xが最速になった他、主題歌の発売元も5pb.からポニーキャニオンに変更され、BGMも前作のものは一切使われずに全て新規に作られている。
|                             | 第1期                                                                          | 第2期                                                                          |
| --------------------------- | ------------------------------------------------------------------------------ | ------------------------------------------------------------------------------ |
| 原作・企画協力              | BaseSon                                                                        | BaseSon                                                                        |
| 監督                        | 中西伸彰                                                                       | 中西伸彰                                                                       |
| シリーズ構成・脚本          | 雑破業                                                                         | 雑破業                                                                         |
| キャラクター原案            | 片桐雛太、八葉香南、かんたか 日陰影次、さえき北都 しのづかあつと、くわだゆうき | 片桐雛太、八葉香南、かんたか 日陰影次、さえき北都 しのづかあつと、くわだゆうき |
| メイン キャラクターデザイン | 大島美和                                                                       | 大島美和                                                                       |
| キャラクターデザイン        | 平塚知哉                                                                       | 平塚知哉                                                                       |
| 総作画監督                  | 大島美和、平塚知哉                                                             | 大島美和、平塚知哉                                                             |
| 美術監督                    | 高須賀真二                                                                     | 高須賀真二                                                                     |
| 色彩設計                    | 石黒けい                                                                       | 石黒けい                                                                       |
| 色彩設計                    | -                                                                              | 真壁源太                                                                       |
| 撮影監督                    | 伊藤邦彦                                                                       | 伊藤邦彦                                                                       |
| 編集                        | 田村ゆり                                                                       | 田村ゆり                                                                       |
| 音響監督                    | ハマノカズゾウ                                                                 | ハマノカズゾウ                                                                 |
| 音楽                        | 多田彰文                                                                       | 多田彰文                                                                       |
| 音楽プロデューサー          | 高畑裕一郎                                                                     | 高畑裕一郎                                                                     |
| プロデューサー              | 伊藤誠、高畑裕一郎、山崎明日香                                                 | 伊藤誠、高畑裕一郎、山崎明日香                                                 |
| 制作プロデューサー          | 鎌田肇、石黒竜                                                                 | 鎌田肇、石黒竜                                                                 |
| アニメーション制作          | 動画工房                                                                       | 動画工房                                                                       |
| 制作協力                    | スタジオ・ライブ                                                               | スタジオ・ライブ                                                               |
| 製作                        | 真恋姫無双製作委員会                                                           | 真恋姫無双製作委員会                                                           |
| ナレーション                | 麻上洋子                                                                       | -                                                                              |

### 主題歌（真・恋姫†無双）
第1期
オープニングテーマ「闘艶結義〜トウエンノチカイ〜」（第1話-第11話）
作詞・作曲 - 三浦誠司 / 編曲 - 水谷広実 / 歌 - 片霧烈火
エンディングテーマ「乙女繚乱☆ばとるPARTY」
作詞 - 人萌乎 / 作曲 - 吉野貴雄 / 編曲 - Funta7 / 歌 - 桃園ノ三姉妹
第1期挿入歌
「YUME 蝶ひらり」（第4話・第6話・第12話）
作詞 - 人萌乎 / 作曲 - 吉野貴雄 / 編曲 - 水谷広実 / 歌 - 数え役萬☆姉妹
「乙女のチカラ」（第12話）
作詞 - 瀬名恵 / 作曲 - 若林充 / 編曲 - crosspoint / 歌 - 数え役萬☆姉妹（張三姉妹）
「あいはだってだって最強！」（第12話）
作詞 - Funta3 / 作曲・編曲 - Funta7 / 歌 - 数え役萬☆姉妹（張三姉妹）
「ダイジョウブ！」（第12話）
作詞 - 瀬名恵 / 作曲 - 上田晃司 / 編曲 - 草野よしひろ / 歌 - 数え役萬☆姉妹（張三姉妹）
「勇星乱舞 -You Say Love!-」（第12話）
作詞・作曲 - 三浦誠司 / 編曲 - 草野よしひろ / 歌 - 袁術、張勲、郭嘉（声：中村繪里子、たかはし智秋、今井麻美）
「今を信じて」（第12話）
作詞 - 瀬名恵 / 作曲 - 伊藤玄将 / 編曲 - 藤澤健至 / 歌 - 袁術、張勲、郭嘉
「道しるべ」（第12話）
作詞 - 瀬名恵 / 作曲 - 若林充 / 編曲 - 水谷広実 / 歌 - 袁術、張勲、郭嘉
「闘艶結義〜トウエンノチカイ〜」（第12話）
作詞 - 三浦誠司 / 作曲 - 水谷広実 / 編曲 - 片霧烈火 / 歌 - 袁術、張勲、郭嘉
「今を信じて」（第12話）
作詞 - 瀬名恵 / 作曲 - 伊藤玄将 / 編曲 - 藤澤健至 / 歌 - 劉備・関羽・張飛、楽進・李典・于禁、袁術・張勲・郭嘉
第2期
オープニングテーマ「恋華大乱」
作詞 - 瀬名恵 / 作曲 - しほり / 編曲 - 藤澤健至 / 歌 - 奥井雅美
エンディングテーマ「勇気凛凛」
作詞 - Funta3 / 作曲・編曲 - Funta7 / 歌 - 演義ノ三乙女
第2期挿入歌
「YUME 蝶ひらり」（第5話）
作詞 - 人萌乎 / 作曲 - 吉野貴雄 / 編曲 - 水谷広実
「今を信じて」（第5話）
作詞 - 瀬名恵 / 作曲 - 伊藤玄将 / 編曲 - 藤澤健至

### 各話リスト（真・恋姫†無双）
タイトルは前作同様○○〔キャラクターの名前〕、○○のことで終わるようになっている。
| 話数     | サブタイトル                             | 絵コンテ | 演出       | 作画監督                                       |
| -------- | ---------------------------------------- | -------- | ---------- | ---------------------------------------------- |
| 第一席   | 馬超、悶々とするのこと                   | 中西伸彰 | 中西伸彰   | 曾我篤史                                       |
| 第二席   | 劉備、桃花村を訪れるのこと               | 藤原良二 | 元永慶太郎 | 尾崎綾子                                       |
| 第三席   | 公孫賛、袁紹と雌雄を決するのこと         | 吉川博明 | 吉田俊司   | 内野明雄                                       |
| 第四席   | 張三姉妹、太平要術を手に入れるのこと     | 山田次郎 | 加藤顕     | 谷圭司、清水勝祐 渡部周、神原大仁 永吉隆志     |
| 第五席   | 郭嘉と程昱、曹操に仕えんとするのこと     | 藤原良二 | 柳瀬雄之   | 菊永千里                                       |
| 第六席   | 典韋、曹操に試されるのこと               | 博多正寿 | 大関雅幸   | 曾我篤史                                       |
| 第七席   | 陳宮、呂布に拾われるのこと               | 吉川博明 | 伊佐英朗   | 杉藤さゆり、伊佐英朗 北原サトシ                |
| 第八席   | 袁術、化け物を退治させんとするのこと     | 藤原良二 | 吉田俊司   | 内野明雄、石田智子 加藤久美子                  |
| 第九席   | 楽進、李典、于禁、村を守らんとするのこと | 博多正寿 | 元永慶太郎 | 尾崎綾子 大河原晴男                            |
| 第十席   | 孔明、妹を欲するのこと                   | 藤原良二 | 太田知章   | 許宰銑 李宰煜                                  |
| 第十一席 | 馬超、尿意をこらえんとするのこと         | 大関雅幸 | 宗廣智行   | 谷圭司、青野厚司 重松晋一                      |
| 第十二席 | 群雄、黄巾の乱を鎮めんとするのこと       | 中西伸彰 | 中西伸彰   | 曾我篤史、吉田大輔 菊永千里、菊池政芳 平塚知哉 |

| 話数     | サブタイトル                                   | 絵コンテ | 演出       | 作画監督                                                            | 総作画監督        |
| -------- | ---------------------------------------------- | -------- | ---------- | ------------------------------------------------------------------- | ----------------- |
| 第一席   | 劉備、新たに旅立つのこと                       | 中西伸彰 | 中西伸彰   | 曾我篤史、久保茉莉子 福士真由美                                     | 大島美和          |
| 第二席   | 鳳統、隠し事をするのこと                       | 博多正寿 | 小野田雄亮 | 大河原晴男                                                          | 平塚知哉          |
| 第三席   | 呂蒙、学問を志すのこと                         | 大関雅幸 | 大関雅幸   | 皆川一徳                                                            | 大島美和          |
| 第四席   | 魏延、一目ぼれするのこと                       | 藤原良二 | 井上茜     | 大田謙治                                                            | 平塚知哉          |
| 第五席   | 孫尚香、務めを果たさんとするのこと             | 柳瀬雄之 | 柳瀬雄之   | 菊永千里                                                            | 大島美和          |
| 第六席   | 魏延、命を狙われるのこと                       | 博多正寿 | 三原武憲   | 久保茉莉子 Kim Yongsik                                              | 平塚知哉          |
| 第七席   | 黄蓋、策を用いて味方を欺くのこと               | 大関雅幸 | 大関雅幸   | 石井舞                                                              | 大島美和          |
| 第八席   | 孟獲、たくさん捕らわれ、たくさん放たれるのこと | 福島宏之 | 井上茜     | 尾尻進矢 小山知洋                                                   | 平塚知哉          |
| 第九席   | 群雄、董卓を討たんとするのこと                 | 安濃高志 | 小野田雄亮 | 尾崎綾子 大河原晴男                                                 | 大島美和          |
| 第十席   | 周泰、宮中に忍び込むのこと                     | 柳瀬雄之 | 柳瀬雄之   | 菊永千里                                                            | 大島美和          |
| 第十一席 | 張遼、関羽と相打つのこと                       | 博多正寿 | 三原武憲   | 久保茉莉子、曾我篤史 皆川一徳、山崎輝彦 柳瀬雄之                    | 平塚知哉          |
| 第十二席 | 群雄、于吉を討たんとするのこと                 | 中西伸彰 | 中西伸彰   | 平塚知哉、曾我篤史 久保茉莉子、皆川一徳 菊池政芳、山口飛鳥 菊永千里 | 大島美和 平塚知哉 |

### 放送局（真・恋姫†無双）
放送局は『恋姫†無双』の放送局からtvkとKBS京都が外され、新たにTVQ九州放送が加わった。また、東海地方はテレビ愛知からぎぶチャン、三重テレビに変更された。
| 放送地域 | 放送局      | 放送期間                 | 放送日時           | 放送区分       | 備考                            |
| -------- | ----------- | ------------------------ | ------------------ | -------------- | ------------------------------- |
| 日本全域 | AT-X        | 2009年10月5日 - 12月21日 | 月曜 11:30 - 12:00 | CS放送         | 製作委員会参加 リピート放送あり |
| 岐阜県   | ぎふチャン  | 2009年10月6日 - 12月22日 | 火曜 25:45 - 26:15 | 独立UHF局      |                                 |
| 東京都   | TOKYO MX    | 2009年10月6日 - 12月22日 | 火曜 26:00 - 26:30 | 独立UHF局      |                                 |
| 福岡県   | TVQ九州放送 | 2009年10月6日 - 12月22日 | 火曜 26:23 - 26:53 | テレビ東京系列 |                                 |
| 三重県   | 三重テレビ  | 2009年10月6日 - 12月22日 | 火曜 26:50 - 27:20 | 独立UHF局      |                                 |
| 千葉県   | チバテレビ  | 2009年10月7日 - 12月23日 | 水曜 27:00 - 27:30 | 独立UHF局      |                                 |
| 埼玉県   | テレ玉      | 2009年10月9日 - 12月25日 | 金曜 25:30 - 26:00 | 独立UHF局      |                                 |
| 兵庫県   | サンテレビ  | 2009年10月9日 - 12月25日 | 金曜 26:20 - 26:50 | 独立UHF局      |                                 |

| 放送地域 | 放送局      | 放送期間               | 放送日時           | 放送区分       | 備考                                                    |
| -------- | ----------- | ---------------------- | ------------------ | -------------- | ------------------------------------------------------- |
| 日本全域 | AT-X        | 2010年4月1日 - 6月17日 | 木曜 9:00 - 9:30   | CS放送         | 製作委員会参加 リピート放送あり 3月26日に先行放送を実施 |
| 岐阜県   | ぎふチャン  | 2010年4月6日 - 6月22日 | 火曜 25:45 - 26:15 | 独立UHF局      |                                                         |
| 福岡県   | TVQ九州放送 | 2010年4月6日 - 6月22日 | 火曜 26:23 - 26:53 | テレビ東京系列 |                                                         |
| 三重県   | 三重テレビ  | 2010年4月6日 - 6月22日 | 火曜 26:50 - 27:20 | 独立UHF局      |                                                         |
| 千葉県   | チバテレビ  | 2010年4月7日 - 6月23日 | 水曜 26:30 - 27:00 | 独立UHF局      |                                                         |
| 東京都   | TOKYO MX    | 2010年4月8日 - 6月24日 | 木曜 26:00 - 26:30 | 独立UHF局      |                                                         |
| 埼玉県   | テレ玉      | 2010年4月9日 - 6月25日 | 金曜 25:30 - 26:00 | 独立UHF局      |                                                         |
| 兵庫県   | サンテレビ  | 2010年4月9日 - 6月25日 | 金曜 26:20 - 26:50 | 独立UHF局      |                                                         |

### 関連商品（真・恋姫†無双）

#### DVD/Blu-ray（真・恋姫†無双）
以下、DVDおよびBlu-rayが同時発売。それぞれについて初回特装限定版とスタンダード版の2種類があり、計4パターンで発売される。
| 巻                        | 発売日        | タイトル                                 | タイトル                                     | 収録話          | 規格品番      |
| 巻                        | 発売日        | DVD                                      | BD                                           | 収録話          | 規格品番      |
| 真・恋姫†無双             | 真・恋姫†無双 | 真・恋姫†無双                            | 真・恋姫†無双                                | 真・恋姫†無双   | 真・恋姫†無双 |
| ------------------------- | ------------- | ---------------------------------------- | -------------------------------------------- | --------------- | ------------- |
| 1                         | 2010年1月6日  | †はにゃDVD第一巻なのだ†                  | †はにゃBlu-ray第一巻なのだ†                  | 第1話 - 第2話   |               |
| 2                         | 2010年2月3日  | †はにゃDVD第二巻なのだ†                  | †はにゃBlu-ray第二巻なのだ†                  | 第3話 - 第4話   |               |
| 3                         | 2010年3月3日  | †はにゃDVD第三巻なのだ†                  | †はにゃBlu-ray第三巻なのだ†                  | 第5話 - 第6話   |               |
| 4                         | 2010年4月7日  | †はにゃDVD第四巻なのだ†                  | †はにゃBlu-ray第四巻なのだ†                  | 第7話 - 第8話   |               |
| 5                         | 2010年5月7日  | †はにゃDVD第五巻なのだ†                  | †はにゃBlu-ray第五巻なのだ†                  | 第9話 - 第10話  |               |
| 6                         | 2010年6月2日  | †はにゃDVD第六巻なのだ†                  | †はにゃBlu-ray第六巻なのだ†                  | 第11話 - 第12話 |               |
| 7                         | 2010年7月7日  | †はにゃDVD第七巻はOVAすぺしゃるなのだ†   | †はにゃBlu-ray第七巻はOVAすぺしゃるなのだ†   | OVA             |               |
| BOX                       | 2013年3月20日 | -                                        | 真・恋姫†無双 Blu-ray BOX                    |                 |               |
| 真・恋姫†無双〜乙女大乱〜 |               |                                          |                                              |                 |               |
| 1                         | 2010年8月4日  | †あわわっDVD第一巻です〜†                | †あわわっBlu-ray第一巻です〜†                | 第1話 - 第2話   |               |
| 2                         | 2010年9月1日  | †あわわっDVD第二巻です〜†                | †あわわっBlu-ray第二巻です〜†                | 第3話 - 第4話   |               |
| 3                         | 2010年10月6日 | †あわわっDVD第一三巻です〜†              | †あわわっBlu-ray第三巻です〜†                | 第5話 - 第6話   |               |
| 4                         | 2010年11月3日 | †あわわっDVD第一四巻です〜†              | †あわわっBlu-ray第四巻です〜†                | 第7話 - 第8話   |               |
| 5                         | 2010年12月1日 | †あわわっDVD第五巻です〜†                | †あわわっBlu-ray第五巻です〜†                | 第9話 - 第10話  |               |
| 6                         | 2011年1月7日  | †あわわっDVD第六巻です〜†                | †あわわっBlu-ray第六巻です〜†                | 第11話 - 第12話 |               |
| 7                         | 2011年2月2日  | †あわわっDVD第七巻はOVAすぺしゃるです〜† | †あわわっBlu-ray第七巻はOVAすぺしゃるです〜† | OVA             |               |
| BOX                       | 2013年3月20日 | -                                        | 真・恋姫†無双〜乙女大乱〜 Blu-ray BOX        |                 |               |

#### 書籍

##### 漫画
真・恋姫†無双〜乙女大乱〜
『電撃G's Festival! COMIC』Vol.10（2010年2月23日発売）よりVol.32（2013年10月26日発売）まで連載された天海雪乃による『真・恋姫†無双』のコミカライズ版。基本はアニメ版に準ずるが、馬岱（蒲公英）が翠を頼って桃花村にやってくるシーンが追加されるなどアニメで書かれなかった部分の補完も行われている。
販売元：アスキー・メディアワークス
1. 2011年2月26日 ISBN 978-4-04870-332-1
2. 2012年4月27日 ISBN 978-4-04886-509-8
3. 2013年2月27日 ISBN 978-4-04891-452-9
4. 2014年2月27日 ISBN 978-4-04866-330-4

##### アンソロジー
真・恋姫†無双 コミックアラカルト
販売元：角川書店 2010年6月26日 ISBN 978-4-04715-470-4
真・恋姫†無双 THE ANIMATION コミックアンソロジー
販売元：一迅社 2010年7月24日 ISBN 978-4-75800-570-8

##### ビジュアルブック
TVアニメ 真・恋姫†無双 ビジュアルガイドブック
販売元：ジャイブ 発売日 2010年3月1日 ISBN 978-4-86176-751-7
真・恋姫†無双ビジュアルコレクション
販売元：学研パブリッシング 発売日 2010年9月28日 ISBN 978-4-05-404696-2

## OVAシリーズ
第1期『恋姫†無双 †はわわっDVD七巻はOVAすぺしゃるですよ〜†』
2009年4月1日発売。ゲーム版第1作ラストで触れられていた学園編を映像化したオリジナルエピソード。キャラ総出演で聖フランチェスカ学園（『春恋*乙女 〜乙女の園でごきげんよう。〜』と同学園）の生徒会長選を巡って二人三脚や水上騎馬戦などで対決する。
真・恋姫†無双 LIVE Revolution
2010年3月17日発売。
- キャスト

劉備：後藤麻衣/関羽：黒河奈美/張飛：西沢広香/諸葛亮：鳴海エリカ/趙雲：本井えみ/馬超：小林眞紀/黄忠：雨宮侑布
第2期『真・恋姫†無双 †はにゃDVD（Blu-ray）第七巻はOVAすぺしゃるなのだ†』
2010年7月7日発売。OVA第2弾で、引き続き『聖☆フランチェスカ学園』が舞台となり、袁紹の招待でメインキャラ総出で南の島リゾート・ニャンバン島に行くエピソード。前作の続編ではあるが前作に登場しなかったキャラも出演。
第3期『真・恋姫†無双〜乙女大乱〜 †あわわっDVD（Blu-ray）第七巻はOVAすぺしゃるです〜†』
2011年2月2日発売。OVA第3弾となる最終巻で、大学園祭のエピソード。
各話リスト
OVA
| シリーズ                   | サブタイトル                                                     | 監督     | 脚本   | 絵コンテ | 演出     | 作画監督            | 総作画監督 |
| -------------------------- | ---------------------------------------------------------------- | -------- | ------ | -------- | -------- | ------------------- | ---------- |
| 恋姫†無双                  | 群雄、生徒会長の座を狙って相争うのこと 〜あと、ポロリもあるよ!〜 | 中西伸彰 | 雑破業 | 中西伸彰 | 中西伸彰 | 平塚知哉            | 大島美和   |
| 真・恋姫†無双              | 群雄、南の島でバカンスをするのこと 〜あと、ポロリもあるよ!〜     | 中西伸彰 | 雑破業 | 中西伸彰 | 川畑喬   | 曾我篤志 皆川一徳   | 平塚知哉   |
| 真・恋姫†無双 〜乙女大乱〜 | 学園祭だよ!全員集合のこと                                        | 中西伸彰 | 雑破業 | 中西伸彰 | 中西伸彰 | 平塚知哉 久保茉莉子 | 平塚知哉   |

## 映像特典
* アニメーション制作 - 動画工房
| シリーズ                   | サブタイトル                                                              | 脚本   | 絵コンテ・演出 | キャラクター                | ポロリカット            |
| -------------------------- | ------------------------------------------------------------------------- | ------ | -------------- | --------------------------- | ----------------------- |
| 恋姫†無双                  | ちびちび演義 恋姫ふらっしゅ♥ 〜張飛、おっぱいをもとめんとするのこと〜     | 雑破業 | 中西伸彰       | 大島美和 （スタジオライブ） | 平塚知哉                |
| 真・恋姫†無双              | ちびちび演義 真・恋姫ふらっしゅ♥ 〜報われない組、報われんとするのこと〜   | 雑破業 | 中西伸彰       | 大島美和 （スタジオライブ） | 平塚知哉 ハヤシダカオル |
| 真・恋姫†無双 〜乙女大乱〜 | ちびちび演義 真・恋姫ふらっしゅ♥ 〜張飛、孫尚香、袁術、三国志するのこと〜 | 雑破業 | 中西伸彰       | 大島美和 （スタジオライブ） | 平塚知哉 曾我篤史       |

## 他作品とのコラボレーション
- 一騎当千 - 本作とは「三国志を題材とし、登場する武将の多くを女性として描いた」という共通点を持つ作品。2010年4月から『真・恋姫†無双 〜乙女大乱〜』と『一騎当千 XTREME XECUTOR』が同時期に放送されるのに伴い、期間限定でコラボレーション企画が行われた。
- studio TeaParty - DVD第6巻に出張版が収録。
- 萌きゅあっと / ぷるるん美少女 - 2008年12月3日より、コミュニティで利用者のアバターに「恋姫†無双」の衣装が登場している。

また、原作であるゲーム（『恋姫†無双 〜ドキッ☆乙女だらけの三国志演義〜』や『真・恋姫†無双 〜乙女繚乱☆三国志演義〜』）でも各々コラボレーションを行っている。

## インターネットラジオ

### ラジオ恋姫†無双 〜愛紗と鈴々と○○のこと〜
『ラジオ恋姫†無双 〜愛紗と鈴々と○○のこと〜』のタイトルで、音泉にて2008年7月10日から10月2日まで配信されたが、ラジオ自体はDVD購入者用の特典CDとして最終巻の発売日である2009年4月1日まで継続された。そして12月25日発売のブルーレイ版のDVDBOX購入特典として特別版の形で限定復活している。パーソナリティは黒河奈美（関羽役）、西沢広香（張飛役）。なお『○○』の部分は毎回異なる単語が入る。

#### コーナー
- 普通のお便り
- 現代日本演義
- 名言戦隊！アレンジャー！
- 三年蜀組 関張先生～♪
- 愛紗と鈴々 禁断の裏プロフィール
- 孔明の罠かっ！

#### ゲスト
- 第03回 本井えみ（趙雲役）
- 第04回 河原木志穂（公孫賛役）
- 第05回 小林眞紀（馬超役）
- 第07回 萩原えみこ（呂布役）
- 第08回 fripSide
- 第09回 前田ゆきえ（曹操役）
- 第10回 櫻井浩美（孫権役）
- 第11回 雨宮侑布（黄忠役）
- 出張版第一巻 本井えみ、河原木志穂
- 出張版第二巻 小林眞紀、前田ゆきえ
- 出張版第三巻 いのくちゆか（董卓役）、友永朱音（賈駆役）
- 出張版第四巻 雨宮侑布、澄田まりや（璃々・許緒役）
- 出張版第五巻 櫻井浩美、田中涼子（甘寧役）
- 出張版第六巻 加藤雅美（袁紹役）、神崎ちろ（文醜役）、羽月理恵（顔良役）
- 出張版第七巻 小林眞紀、前田ゆきえ、櫻井浩美
- 特別版 前田ゆきえ、櫻井浩美

### 真・ラジオ恋姫†無双 〜○△×○△×○△×のこと〜
『真・ラジオ恋姫†無双 〜○△×○△×○△×のこと〜』のタイトルで配信。